# NGC 1188
NGC 1188 est une galaxie lenticulaire située dans la constellation de l'Éridan. NGC 1188 a été découverte par l'astronome américain Francis Leavenworth en 1884.

## Caractéristiques
Sa vitesse par rapport au fond diffus cosmologique est de 2 440 ± 32 km/s, ce qui correspond à une distance de Hubble de 36,0 ± 2,6 Mpc (∼117 millions d'al).